# SMS S 51
S 51 – niemiecki niszczyciel z okresu I wojny światowej. Trzecia jednostka typu S 49. Okręt wyposażony w trzy kotły parowe opalane ropą. Zapas paliwa 252 tony. W 1918 roku internowany w Scapa Flow. 21 czerwca 1919 roku osadzony na płyciźnie po próbie samozatopienia. Złomowany w 1922 roku.